# The Night Is Young
The Night Is Young (bra: Uma Noite Encantadora) é um filme musical romântico americano de 1935 estrelado por Ramon Novarro e Evelyn Laye. O filme é baseado em uma história escrita por Vicki Baum e dirigida por Dudley Murphy.

## Elenco
- Ramon Novarro como arquiduque Paul 'Gustl' Gustave
- Evelyn Laye como Elizabeth Katherine Anne 'Lisl' Gluck
- Charles Butterworth como Willy Fitch
- Una Merkel como Fanni Kerner
- Edward Everett Horton como Barão Szereny
- Donald Cook como Toni Berngruber
- Henry Stephenson como Imperor Franz Josef
- Rosalind Russell como Condessa Zarika Rafay
- Herman Bing como Nepomuk
- Gustav von Seyffertitz como Embaixador (sem créditos)

## Enredo
Quando a bailarina Fanni descobre que o arquiduque vienense, Paul Gustave, deve estar na platéia de sua próxima apresentação, ela imediatamente faz planos para cortejar o rico solteiro e desprezar Willy Fitch, seu namorado. Embora Fanni assegure a sua amiga e colega dançarina Lisl Gluck que sua busca pelo arquiduque será feita estritamente em nome do "patriotismo", Lisl a aconselha a ficar com Willy, um cocheiro. Conforme planejado, o belo Paul espia as lindas bailarinas no palco, mas em vez de escolher Fanni, ele se interessa por Lisl. Paul, que deve se casar com a condessa Rafay, é informado de que, por razões de estado, o casamento não pode ocorrer por mais seis meses. Aproveitando esta oportunidade, Paul decide manter a jovem Lisl como sua amante secreta durante esse tempo. Lisl, que está noiva de Toni, um produtor de balé falido, é convidada a participar de um jantar na villa de Paul por seu valete, Szereny, e embora ela rejeite a oferta, o valete diz a ela que ela deve aceitar o convite. Fanny, ao saber que o arquiduque a abandonou em favor de seu amigo, diz a Willy que agora está disponível para casamento. Willy, no entanto, mostra pouco entusiasmo pelo casamento e canta uma canção em que elogia as virtudes de seu cavalo "Mitzi" em vez das de sua futura esposa.
Quando Lisl chega ao palácio do arquiduque, ela é submetida a uma rigorosa inspeção física por Szereny para garantir que ela atenda aos requisitos de Paul, um exame que ela considera ofensivo e degradante. Quando ela finalmente conhece Paul, ele é menos que amoroso e imediatamente diz a ela que seu relacionamento com ela não terá nada a ver com amor, e que ela deverá morar em aposentos especiais da casa e não incomodá-lo. Paul fica surpreso, no entanto, ao saber que Lisl também não está interessada em fazer amor com ele. Mais tarde, quando Paul passa uma noite com a Condessa Rafay, a solitária Lisl convida Toni e Willy para visitá-la. Ao retornar, o arquiduque mal-humorado se prepara para repreendê-la por conduzir tal alegria em sua casa, mas suaviza quando a ouve cantar. Um romance entre Paul e Lisl logo floresce quando os dois ficam presos em uma roda gigante de carnaval e são forçados a passar a noite juntos. No dia seguinte, os amantes são visitados pelo ciumento Toni, que acusa Lisl de abandonar o casamento planejado. No entanto, Toni imediatamente permite que Lisl retome seu romance com Paul quando ele descobre que o arquiduque pretende financiar seu balé. Embora Paul esteja disposto a sacrificar seu título para sair de seu casamento arranjado com a Condessa Rafay e se casar com Lisl, o imperador insiste que o casamento arranjado aconteça. Quando Paul informa a Lisl que ele deve deixá-la, Szereny consola a devastada Lisl e, após um jantar de despedida choroso, Paul pede a Lisl que o beije e depois se vire e nunca mais olhe para trás. Toni imediatamente permite que Lisl retome seu romance com Paul quando ele descobre que o arquiduque pretende financiar seu balé. Embora Paul esteja disposto a sacrificar seu título para sair de seu casamento arranjado com a Condessa Rafay e se casar com Lisl, o imperador insiste que o casamento arranjado aconteça. Quando Paul informa a Lisl que ele deve deixá-la, Szereny consola a devastada Lisl e, após um jantar de despedida choroso, Paul pede a Lisl que o beije e depois se vire e nunca mais olhe para trás. Toni imediatamente permite que Lisl retome seu romance com Paul quando ele descobre que o arquiduque pretende financiar seu balé. Embora Paul esteja disposto a sacrificar seu título para sair de seu casamento arranjado com a Condessa Rafay e se casar com Lisl, o imperador insiste que o casamento arranjado aconteça. Quando Paul informa a Lisl que ele deve deixá-la, Szereny consola a devastada Lisl e, após um jantar de despedida choroso, Paul pede a Lisl que o beije e depois se vire e nunca mais olhe para trás.

## Recepção
Andre Sennwald no The New York Times escreveu: "De acordo com os padrões atuais de romances musicais fantasiados, "The Night Is Young" é invencivelmente correto e bom''